# Stadio Antonio D'Angelo
Lo stadio Antonio D'Angelo è un impianto calcistico di Altamura, nella città metropolitana di Bari. Ospita le gare interne del Team Altamura.

## Storia
Precedentemente alla costruzione dello stadio, veniva utilizzato il "Campo Cagnazzi" di Altamura (intitolato al teologo e statistico locale, Luca de Samuele Cagnazzi), con superficie in terra battuta, per poi adottare dagli anni ottanta l'attuale impianto comunale (intitolato all'omonimo, defunto calciatore), con manto in erba naturale.

## Descrizione
Principale impianto sportivo municipale per capienza e area superficiale, ospita le partite interne del Team Altamura, Dopo la promozione del club  nella terza serie calcistica italiana è stato oggetto di lavori di ristrutturazione che prevedevano il rifacimento della superficie del campo da gioco, con la sostituzione del manto erboso naturale con un manto in erba artificiale, la riqualificazione delle tribune, con la creazione di area Sky VIP, la separazione dell'area ospiti, la riqualificazione degli spogliatoi con area stampa e il potenziamento delle torri faro con il sistema Led per un potenziamento con risparmio energetico. Lo stadio ha riaperto il 13 dicembre 2024.
Situato nell'immediata periferia della città, tra le antiche Mura Megalitiche e una tratta della ferrovia Appulo Lucana, lo stadio dispone di due tribune centrali: la tribuna ovest, dotata di copertura e la tribuna est sprovvista di copertura. Entrambe le tribune verranno dotate di seggiolini. La capienza complessiva dell'impianto è di circa 2 800 spettatori.
All'esterno, lato sud, sono presenti grandi piazzali a ridosso delle Mura Megalitiche che costituiscono uno spazioso parcheggio.